# São Sebastião (Distrito Federal)
| Região Administrativa de São Sebastião     |                                                                                          |
|                                            |                                                                                          |
| \| \| \| Bandeira \|                       |                                                                                          |
| Hino                                       |                                                                                          |
| Região Administrativa XIV                  |                                                                                          |
| Fundação: 25 de junho de 1993 (31 anos)    |                                                                                          |
| Lei de criação: 467 de 25 de junho de 1993 |                                                                                          |
| Mapa de São Sebastião                      |                                                                                          |
| Limites:                                   | Cidade Ocidental (GO), Santa Maria, Lago Sul, Jardim Botânico, Paranoá e Cristalina (GO) |
| Distância de Brasília:                     | 26 km                                                                                    |
| Administrador(a):                          | Roberto Medeiros Santos                                                                  |
| Área                                       |                                                                                          |
| - Total                                    | 262,7 km²                                                                                |
| População                                  |                                                                                          |
| - Total                                    | 119.293 habitantes '                                                                     |
| Site governamental                         | www.saosebastiao.df.gov.br                                                               |
| Bandeira de São Sebastião                  |                                                                                          |
| Bandeira                                   |                                                                                          |

São Sebastião é uma região administrativa do Distrito Federal brasileiro.

## História
A ocupação da área onde atualmente está localizada São Sebastião se deu a partir de 1957, quando várias olarias ali se instalaram em terras posteriormente arrendadas através da Fundação Zoobotânica do Distrito Federal, visando, à época, suprir parte da demanda da construção civil por materiais. Com a expiração dos contratos, as olarias foram sendo desativadas e o núcleo urbano foi se estruturando aos poucos ao longo do córrego Mata Grande e Ribeirão Santo Antônio da Papuda, como resultado do parcelamento irregular do solo.
Em 1991 a cidade tinha 17.390 habitantes e em 1998 a população era de 44.235 habitantes. Temos aqui uma taxa de crescimento anual de 20,52%(vegetativo e migratório). O crescimento da cidade perde apenas para Santa Maria, Recanto das Emas e Riacho Fundo, últimas cidades implantadas pelo Governo do Distrito Federal.
Em dezembro de 1991, o Governo edita a Lei distrital 204/91 que autoriza a fixação da população dentro da poligonal definida.
1992 - Defesa Civil elabora relatório apontando ameaças, vulnerabilidades e risco de inundação e desabamentos em residências localizadas ao longo dos córregos Mata Grande e Santo Antônio da Papuda. Este relatório consolida observações na área desde o ano de 1988. O relatório é enviado ao Governo do Distrito Federal solicitando providências no tocante à remoção dessas famílias.
IPDF inicia o processo de analise de condições existentes na cidade e a viabilidade legal da fixação, estudando alternativas técnicas para área. Abril/1992.
1993 - São Sebastião foi fundada em 25 de junho de 1993, recebendo a condição de região administrativa, conforme a Lei 467, de 25 de junho de 1993. Esta passa a ser, então, a data comemorativa do aniversário da cidade. É elaborado projeto básico de urbanismo, criando 6 Quadras para atender à situação emergencial e é feita a remoção de famílias. Essa remoção se realiza de forma desordenada, lenta, sem controle de famílias que saem da área e de venda ou aluguel do novo assentamento. Continuam a ocorrer invasões sem nenhuma ação repressiva entre entre agosto a Dezembro.
1994 - Realizado EIA/RIMA para a cidade. Entre outras diretrizes aponta a necessidade de contenção do aumento populacional, sugerindo ações drásticas no controle à invasão, principalmente da área de risco. Setembro/1994.
1996 - Realizado o Rezoneamento Ambiental da Área de Proteção Ambiental da bacia do Rio São Bartolomeu, área onde está inserida a Cidade de São Sebastião. Lei n° 1.149 de 11 de julho de 1996.

## Área de risco de São Sebastião
A “Área de Risco de São Sebastião” é bastante conhecida em todo o Distrito Federal. Existem as mais variadas versões para a sua existência e muita curiosidade se tem a seu respeito.
A “Área de Risco” de São Sebastião está localizada ao longo dos córregos Mato Grande e Santo Antônio da Papuda. Ela é assim chamada a partir de relatório elaborado pela Defesa Civil/DF, onde foi detectado risco de inundação e desabamento das habitações que ocupam irregularmente a área. Foi esclarecido também que pelo fato de existir lençol freático aflorado na localidade, há contaminação dos poços de água que abastecem a cidade pelas fossas existentes. É, além disso, área degradada pela ação indiscriminada de desmatamento e uso do solo, efetuada pelas olarias existentes.
Essa área está sendo proposta para “Parque Vivencial e Ecológico de São Sebastião”. A poligonal desse parque urbano já está definida no projeto urbanístico da cidade, elaborado pelo órgão competente, o IPDF.